# Automat s ugniježđenim stogom
U teoriji automata, automat s ugniježđenim stogom je konačni automat koji može koristiti podatkovnu strukturu potisni stog koja sadrži podatke koji mogu biti dodatni stogovi. Automat s ugniježđenim stogom, pored uzimanja i dodavanja elemenata sa stoga, može i čitati sadržaj stoga. Automat s ugniježđenim stogom prepoznaje klasu indeksiranih jezika.